# MACV-SOG
베트남 군사원조사령부 연구관찰단(Military Assistance Command, Vietnam – Studies and Observations Group; MACV-SOG)은 베트남 전쟁 이전부터 베트남 전쟁 당시에 걸쳐 각종 기밀 비정규전을 수행한 미군의 극비 특수부대다.
1964년 1월 24일 편성되어 남베트남, 북베트남, 라오스, 캄보디아 등지에서 요인 납치, 포로로 잡힌 조종사 구출, 심리전 등의 활동을 수행했다. 1972년 5월 1일 전략기술총국 제158지원반으로 대체되었다.

## 같이 보기
- 중앙정보국